# Broyes (Marne)
Broyes és un municipi francès, situat al departament del Marne i a la regió del Gran Est. L'any 2007 tenia 387 habitants.

## Demografia

### Població
El 2007 la població de fet de Broyes era de 387 persones. Hi havia 156 famílies, de les quals 48 eren unipersonals (24 homes vivint sols i 24 dones vivint soles), 56 parelles sense fills, 48 parelles amb fills i 4 famílies monoparentals amb fills.
La població ha evolucionat segons el següent gràfic:
Habitants censats

### Habitatges
El 2007 hi havia 207 habitatges, 165 eren l'habitatge principal de la família, 25 eren segones residències i 17 estaven desocupats. 205 eren cases i 1 era un apartament. Dels 165 habitatges principals, 144 estaven ocupats pels seus propietaris, 15 estaven llogats i ocupats pels llogaters i 6 estaven cedits a títol gratuït; 1 tenia una cambra, 7 en tenien dues, 20 en tenien tres, 50 en tenien quatre i 87 en tenien cinc o més. 138 habitatges disposaven pel capbaix d'una plaça de pàrquing. A 77 habitatges hi havia un automòbil i a 61 n'hi havia dos o més.

### Piràmide de població
La piràmide de població per edats i sexe el 2009 era:
| Homes | Edats   | Dones |
| ----- | ------- | ----- |
| 0     | 95 o +  | 0     |
| 0     | 90 a 94 | 8     |
| 4     | 85 a 89 | 0     |
| 0     | 80 a 84 | 4     |
| 8     | 75 a 79 | 16    |
| 12    | 70 a 74 | 12    |
| 16    | 65 a 69 | 16    |
| 12    | 60 a 64 | 16    |
| 8     | 55 a 59 | 8     |
| 24    | 50 a 54 | 12    |
| 16    | 45 a 49 | 24    |
| 12    | 40 a 44 | 8     |
| 8     | 35 a 39 | 4     |
| 4     | 30 a 34 | 12    |
| 8     | 25 a 29 | 8     |
| 4     | 20 a 24 | 12    |
| 4     | 15 a 19 | 0     |
| 8     | 10 a 14 | 12    |
| 0     | 5 a 9   | 8     |
| 8     | 0 a 4   | 12    |

## Economia
El 2007 la població en edat de treballar era de 236 persones, 176 eren actives i 60 eren inactives. De les 176 persones actives 166 estaven ocupades (88 homes i 78 dones) i 9 estaven aturades (4 homes i 5 dones). De les 60 persones inactives 21 estaven jubilades, 16 estaven estudiant i 23 estaven classificades com a «altres inactius».

### Ingressos
El 2009 a Broyes hi havia 166 unitats fiscals que integraven 395 persones, la mediana anual d'ingressos fiscals per persona era de 19.035 €.

### Activitats econòmiques
Dels 6 establiments que hi havia el 2007, 2 eren d'empreses alimentàries, 3 d'empreses de construcció i 1 d'una empresa de serveis.
Dels 3 establiments de servei als particulars que hi havia el 2009, 2 eren fusteries i 1 electricista.
Dels 2 establiments comercials que hi havia el 2009, 1 era una botiga de menys de 120 m² i 1 una joieria.
L'any 2000 a Broyes hi havia 48 explotacions agrícoles que ocupaven un total de 783 hectàrees.

## Equipaments sanitaris i escolars
El 2009 hi havia 1 escola maternal i 1 escola elemental.

## Poblacions més properes
El següent diagrama mostra les poblacions més properes.